# Looshaus

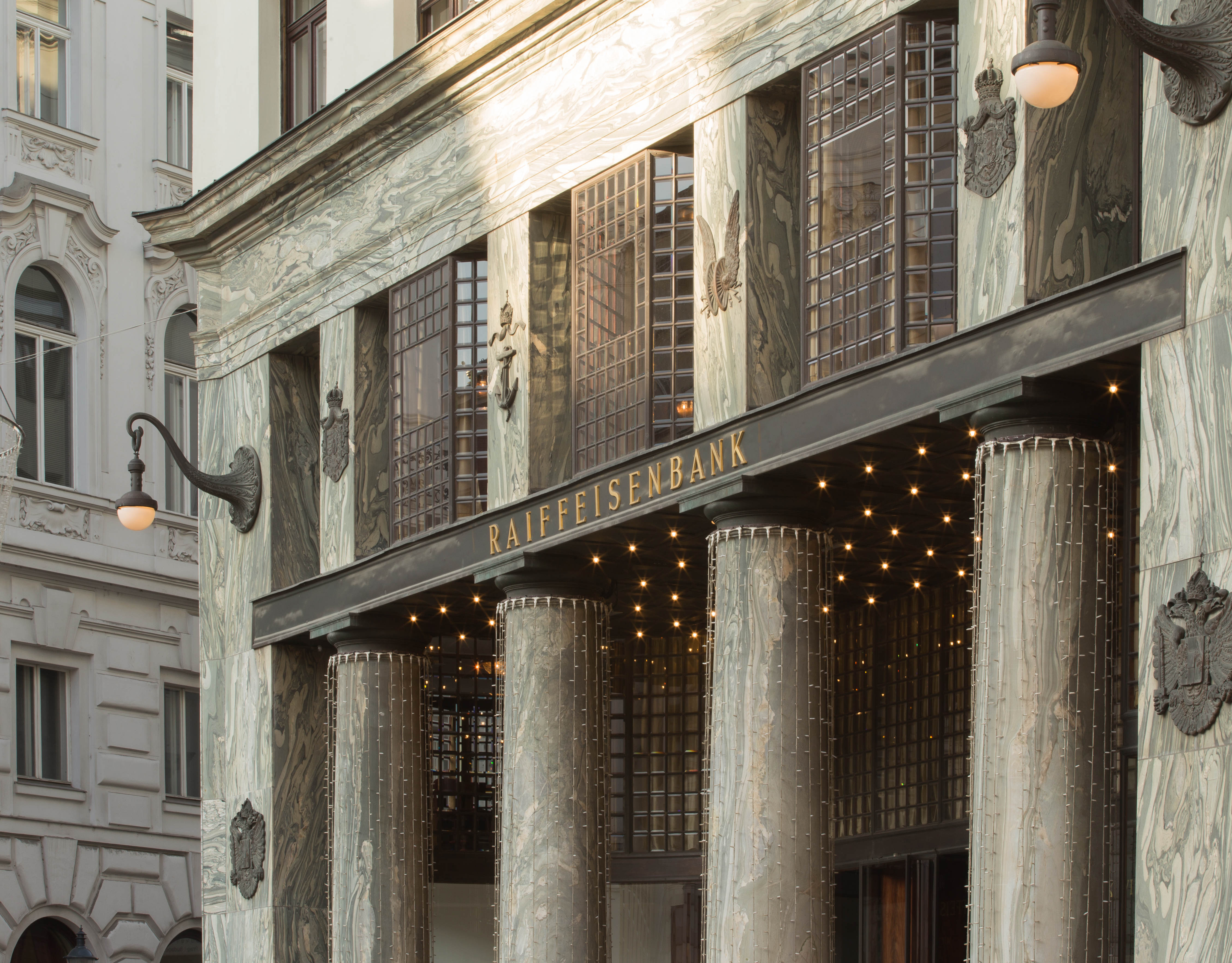
Detalhe da Looshaus

A Looshaus na Michaelerplatz.
Looshaus é um edifício em Viena, projetado por Adolf Loos, considerado um dos principais edifícios do chamado Modernismo Vienense. Ele marca a saída do historicismo, mas também da decoração floral da Secessão de Viena. Fica na Michaelerplatz, número 3, em frente ao Michaelertrakt do Hofburg, o Palácio Imperial.

## História

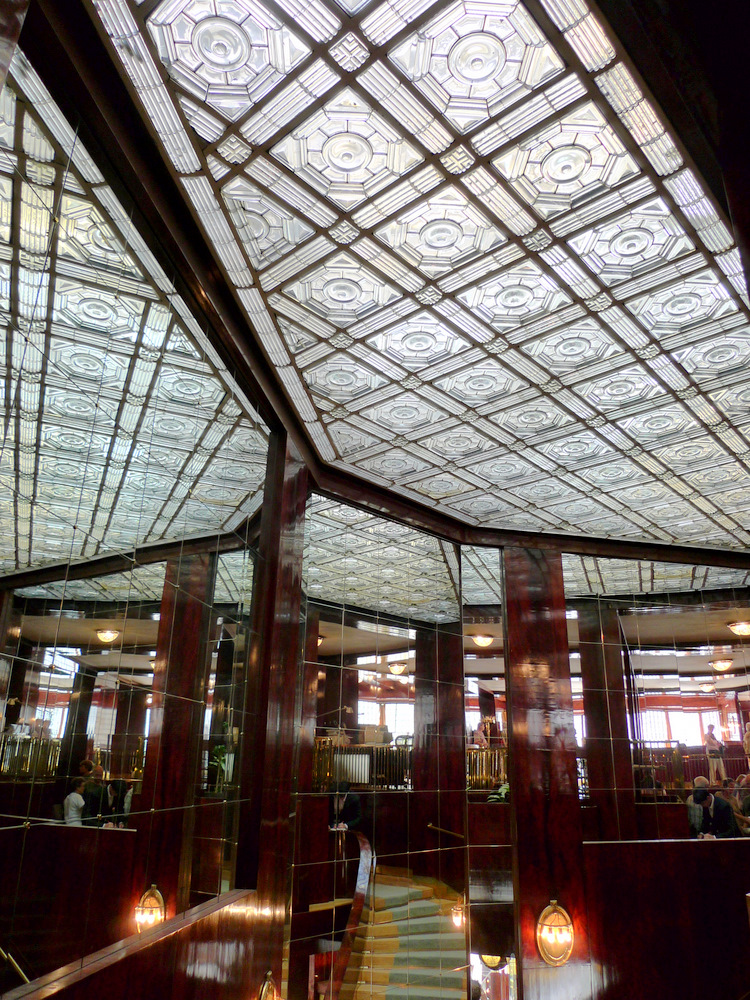
Claraboia na escadaria principal

Em 1909, Leopold Goldmann deu a Adolf Loos o contrato para a construção de um edifício comercial para a Goldman & Salatsch Alfaiataria depois de um concurso de arquitetura que não atingiu as expectativas. A empresa ocupou os três andares mais baixos do edifício, com uma de suas maiores lojas. O gerente de construção foi Ernst Epstein. Ele foi construído pela construtora Pittel + Brausewetter. O prédio foi concluído em 1911.
Em 1944, a Looshaus também foi afetado por um bombardeio na vizinha Hochhaus. Em 1947, o prédio foi tombado. Na década de 1960, havia uma loja de móveis na loja principal do edifício. Em 1987, o Raiffeisenbank comprou o prédio e o renovou.

## Design
Apesar de sua estética funcionalista, o edifício não foi econômico na sua construção, especialmente nos materiais. O contraste entre o mármore da fachada de baixo (Cipollino de Euboea) e o gesso simples da fachada residencial acima é notável.
A área de negócios é precedido por uma colunata com colunas toscanas, concebido como uma alusão ao pórtico do Michaelerkirche. Em vez de ornamentos, os andares superiores tem floreiras em frente das janelas; de acordo com a lenda, a forma deveria lembrar o Arquiduque e ser uma alusão ao Hofburg.

## Recepção

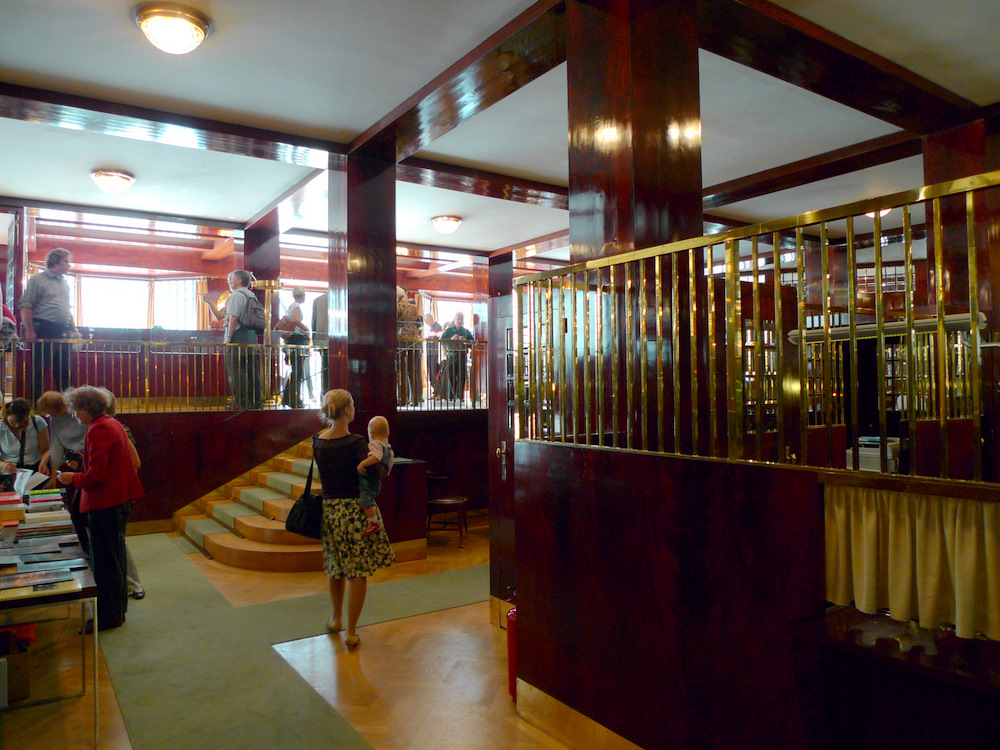
A altura do pé-direito varia de acordo com o uso do espaço.

O prédio causou um choque na cidade, que ainda era caracterizado pelo seu gosto historicista. As autoridades pararam temporariamente o trabalho em 1910 devido a reação e as obras não foram retomadas até Loos fazer algumas mudanças aconselhados por Otto Wagner.
Após a sua conclusão, ele foi chamado pelos vienenses de "casa sem sobrancelhas", já que o telhado sobre a janela, que era comum na época, não existia. Foi dito que o Imperador Francisco José não só tinha evitado usar a saída do Palácio Imperial de Hofburg na Michaelerplatz para não passar ao lado da Looshaus até o fim da sua vida, mas também teve que pregou a janela de Hofburg para nunca mais precisar ver o "medonho" prédio novamente.
Com o tempo, a aceitação aconteceu, e hoje o prédio é um ponto famoso da cidade de Viena, é é considerado  um dos primeiros edifícios modernos da Europa.